# Новики (Мозырский район)
Новики (бел. Навікі) — деревня в Козенском сельсовете Мозырского района Гомельской области Республики Беларусь.
На территории заказника «Мозырские овраги».

## География

### Расположение
В 1 км на юг от Мозыря, 6 км от железнодорожной станции Козенки (на линии Калинковичи — Овруч), 139 км от Гомеля.

### Гидрография
На реке Припять (приток реки Днепр).

## Транспортная сеть
Транспортные связи по просёлочной, затем автодорогам, которые отходят от Мозыря. Планировка состоит из прямолинейной улицы, ориентированной с юго-запада на северо-восток и застроенной двусторонне, деревянными крестьянскими усадьбами.

## История
Найденный в деревне в 1961 году монетный клад относится к 1-й четверти XVIII века, что свидетельствует о деятельности здесь людей в это время. По письменным источникам известна с начала XIX века как село в Мозырском уезде Минской губернии. На атласе 1800 года хутор недалеко от Мозыря. Согласно переписи 1897 года действовал хлебозапасный магазин. В 1908 году в Михалковской волости Мозырского уезда Минской губернии. Земская школа размещалась в наёмном крестьянском доме.
В 1930 году организован колхоз «Красные Новики», работала кузница. Действовала начальная школа (в 1935 году 80 учеников). Во время Великой Отечественной войны 33 жителя погибли на фронте. Согласно переписи 1959 года в составе колхоза имени М. И. Калинина (центр — деревня Бобренята). Работали станция по борьбе с заболеваниями животных, начальная школа, фельдшерско-акушерский пункт.

## Население

### Численность
- 2004 год — 151 хозяйство, 370 жителей.

### Динамика
- 1834 год — 19 дворов.
- 1897 год — 36 дворов, 187 жителей (согласно переписи).
- 1908 год — 52 двора, 261 житель.
- 1925 год — 75 дворов.
- 1959 год — 410 жителей (согласно переписи).
- 2004 год — 151 хозяйство, 370 жителей.